# Elton John
Sir Elton Hercules John, rođen kao Reginald Kenneth Dwight  (Pinner, Middlesex, London, Engleska, 25. ožujka 1947.) britanski je vokalist, pijanist, pjevač, glumac,  tekstopisac, skladatelj, glazbeni producent i filantrop.

## Životopis
U svojoj četrdesetogodišnjoj karijeri John je prodao više od 300 000 000 albuma. Nagrađen je s pet Grammy nagrada, kao i s jednim Oscarom za Filmsku glazbu. Časopis "Rolling Stone" stavio ga je na 49. mjesto liste 100 najvećih glazbenika svih vremena. 1994. godine dobio je svoje mjesto u Rock and Roll Hall of Fame muzeju, Cleveland, Ohio, SAD. Krajem 80-ih godina 20. stoljeća uključuje se u borbu protiv SIDE/AIDSA. 1998. godine Britanska Kraljica dodijelila mu je naslov Sir.
Poznat je po svojoj velikoj kolekciji naočala i skupocjenih automobila (Rolls-Royce, Ferrari, Jaguar, Aston Martin V8 Vantage, Bentley), te voli kupovati cvijeće.
Priznao je svoju seksualnu orijentaciju kao biseksualac te da je imao problema s alkoholom i kokainom. 
Prvi nastup u Hrvatskoj Sir Elton John održao je 19. travnja 1984. u Domu sportova u Zagrebu, a drugi 8. srpnja 2009. u Pulskoj areni, dok je najavljeni koncert u zagrebačkoj Areni Zagreb 3. srpnja 2011. otkazan zbog logističkih problema.

## Službena diskografija
Diskografiju čine 29 studijska albuma, 4 albuma uživo, 5 albuma s filmskom glazbom i 8 albuma s najvećim hitovima.
- 1969. "Empty Sky"
- 1970. "Elton John (album)" (uključujući "Your Song")
- 1970. "Tumbleweed Connection"
- 1971. "17-11-70" (uživo)
- 1971. "Friends" (filmska glazba)
- 1971. "Madman Across the Water"
- 1972. "Honky Chateau" #1 SAD, #2 UK
- 1973. "Don't Shoot Me I'm Only the Piano Player" #1 SAD i UK
- 1973. "Goodbye Yellow Brick Road" (dvostruki LP, uključujući originalnu verziju pjesme "Candle in the Wind") #1 SAD i UK
- 1974. "Caribou" #1 SAD i UK
- 1974. "Elton John's Greatest Hits" #1 SAD i UK
- 1975. "Captain Fantastic and the Brown Dirt Cowboy" #1 SAD, #2 UK
- 1975. "Rock of the Westies" #1 SAD
- 1976. "Here and There" (uživo)
- 1976. "Blue Moves" (dvostruki LP) #3 SAD i UK
- 1977. "Elton John's Greatest Hits Volume II"
- 1978. "A Single Man"
- 1979. "The Thom Bell Sessions" (mini-album, izdan samo u SAD-u)
- 1979. "Victim of Love"
- 1980. "21 at 33"
- 1981. "The Fox"
- 1982. "Jump Up!"
- 1983. "Too Low for Zero"
- 1984. "Breaking Hearts" #2 UK
- 1985. "Ice on Fire" #3 UK
- 1986. "Leather Jackets"
- 1987. "Live in Australia" (uživo)
- 1987. "Greatest Hits Vol. 3" (izdan samo u SAD-u)
- 1988. "Reg Strikes Back"
- 1989. "Sleeping with the Past" #1 UK
- 1990. "The Very Best Of" (dvostruki album) #1 UK, nije objavljen u SAD-u
- 1992. "The One" #2 UK
- 1992. "Rare Masters" (rijetke pjesme)
- 1993. "Duets" (dueti)
- 1994. "The Lion King (filmska glazba) #1 SAD
- 1995. "Made in England" #3 UK
- 1996. "Love Songs"
- 1997. "The Big Picture" #3 UK
- 1999. "Aida" (filmska glazba)
- 1999. "The Muse Original Motion Picture Soundtrack" (filmska glazba)
- 2000. "The Road to Eldorado" (filmska glazba)
- 2000. "One Night Only" (uživo)
- 2001. "Songs from the West Coast" #2 UK
- 2002. "Greatest Hits 1970 - 2002" (dvostruki album) #3 UK
- 2004. "Peachtree Road"
- 2006. "The Captain & the Kid"
- 2007. "Rocket Man - The Definitive Hits" #2 UK
- 2013. "The Diving Board"
- 2016. "Wonderful Crazy Night"
- 2021. "Regimental Sgt. Zippo"

## Važniji singlovi
- 1968. "I've Been Loving You" (prvi singl s imenom Elton John)
- 1969. "Lady Samantha"
- 1969. "It's Me That You Need"
- 1970. "Border Song"
- 1970. "Rock n Roll Madonna"
- 1970. "Take Me to the Pilot / Your Song" #8 SAD
- 1971. "Your Song" #7 UK
- 1971. "Friends"
- 1971. "Levon"
- 1971. "Tiny Dancer"
- 1972. "Rocket Man" #2 UK
- 1972. "Honky Cat"
- 1972. "Crocodile Rock" #1 SAD
- 1973. "Daniel" #2 SAD
- 1973. "Saturday Night's Alright (For Fighting)"
- 1973. "Goodbye Yellow Brick Road" #2 SAD
- 1973. "Step Into Christmas" #1 SAD
- 1974. "Candle in the Wind"
- 1974. "Bennie and the Jets" #1 SAD
- 1974. "Don't Let the Sun Go Down on Me" #2 SAD
- 1974. "The Bitch Is Back"
- 1974. "Lucy in the Sky with Diamonds" #1 SAD
- 1975. "Philadelphia Freedom" #1 SAD
- 1975. "Someone Saved My Life Tonight"
- 1975. "Island Girl" #1 SAD
- 1975. "Grow Some Funk Of Your Own"
- 1976. "Pinball Wizard"
- 1976. "Don't Go Breaking My Heart" (duet s Kiki Dee) #1 SAD i UK
- 1976. "Sorry Seems to Be the Hardest Word"
- 1978. "Part-time Love"
- 1978. "Song for Guy"
- 1979. "Are You Ready for Love?" #1 UK 2003 godine
- 1979. "Mama Can't Buy You Love"
- 1980. "Little Jeannie" #3 SAD
- 1980. "Sartorial Eloquence (Don't You Wanna Play This Game No More?)"
- 1981. "Nobody Wins"
- 1982. "Blue Eyes"
- 1982. "Empty Garden (Hey Hey Johnny)"
- 1983. "I'm Still Standing"
- 1983. "I Guess That's Why They Call It the Blues"
- 1983. "Kiss the Bride"
- 1984. "Sad Songs (Say So Much)"
- 1984. "Who Wears These Shoes?"
- 1985. "Act of War" (duet s Millie Jackson)
- 1985. "Nikita" #3 UK
- 1985. "Wrap Her Up" (duet s George Michaelom)
- 1986. "Heartache All Over the World"
- 1986. "Slow Rivers" (duet s Cliffom Richardom)
- 1987. "Candle in the Wind" (uživo u Australiji)
- 1988. "I Don't Wanna Go On with You Like That" #2 SAD
- 1988. "Town of Plenty"
- 1988. "A Word in Spanish"
- 1990. "Sacrifice / Healing Hands" #1 UK
- 1990. "Club at the End of the Street"
- 1990. "You Gotta Love Someone"
- 1991. "Don't Let the Sun Go Down on Me" (uživo s Georgeom Michaelom) #1 SAD i UK
- 1992. "The One"
- 1992. "Runaway Train" (duet s Ericom Claptonom)
- 1992. "The Last Song"
- 1993. "Simple Life"
- 1993. "True Love" (duet s Kiki Dee) #2 UK
- 1994. "Don't Go Breaking My Heart" (duet s RuPaulom)
- 1994. "Can You Feel the Love Tonight?" dobitnik Oscara 1994. godine za najbolju pjesmu.
- 1994. "Circle of Life"
- 1995. "Believe"
- 1995. "Made in England"
- 1995. "Blessed"
- 1996. "Please"
- 1996. "Live Like Horses" (duet s Lucianom Pavarottijem)
- 1997. "Candle in the Wind '97" / "Something About the Way You Look Tonight" #1 SAD i UK (najprodavaniji singl svih vremena).
- 1998. "Recover Your Soul"
- 1999. "Written in the Stars" (duet s LeAnn Rimes)
- 2000. "Someday Out of the Blue"
- 2001. "I Want Love"
- 2002. "This Train Don't Stop There Anymore"
- 2002. "Your Song" (duet s Alessandrom Safinom)
- 2002. "Sorry Seems to Be the Hardest Word" (duet sa sastavom "Blue") #1 UK
- 2004. "Answer in the Sky"
- 2006. "Tinderbox"

## Ostale važnije pjesme
- 1970. "I Need You To Turn To
- 1970. "First Episode at Hienton
- 1970. "Sixty Years On
- 1970. "The Greatest Discovery
- 1970. "The King Must Die
- 1970. "Ballad Of A Well-Known Gun
- 1970. "Country Comfort
- 1970. "My Father's Gun
- 1970. "Where To Now St. Peter?
- 1970. "Amoreena
- 1970. "Talking Old Soldiers
- 1970. "Burn Down The Mission
- 1970. "Into The Old Man's Shoes
- 1971. "Madman Across the Water
- 1971. "Indian Sunset
- 1971. "Holiday Inn
- 1971. "All The Nasties
- 1971. "Goodbye
- 1972. "Amy
- 1972. "Salvation
- 1972. "Mona Lisas and Mad Hatters
- 1973. "Blues for My Baby and Me
- 1973. "Have Mercy on the Criminal
- 1973. "Texan Love Song
- 1973. "High Flying Bird
- 1973. "Funeral For a Friend / Love Lies Bleeding
- 1973. "All the Girls Love Alice
- 1974. "Ticking
- 1975. "We All Fall in Love Sometimes / Curtains
- 1975. "I Feel Like a Bullet (In the Gun of Robert Ford)
- 1976. "Tonight
- 1978. "Shine On Trough
- 1981. "Carla-Etude
- 2001. "American Triangle
- 2001. "Ballad of the Boy in the Red Shoes

## Značajniji nastupi s ostalim izvođačima
- "I Who Have Nothing" - Tom Jones (1970.)
- "Sing Children Sing" - Lesley Duncan (1971.)
- "It Ain't Easy" - Long John Baldry (1971.)
- "Everything Stops for the Tea" - Long John Baldry (1972).
- "Walls and Bridges" - John Lennon (1974.)
- "For Everyman" - Jackson Browne (1974.)
- "Smiler" - Rod Stewart (1974.)
- "Goodnight Vienna" - Ringo Starr (1974.)
- "Perfect Timing" - Kiki Dee 1981.
- "That's What Friends Are For" - Dionne Warwick 1985.
- "Rock the Nations" - Saxon 1986.
- "The Final" - Wham! 1986.
- "Radio Hearth" - Gary Numan 1987.
- "Cloud Nine" - George Harrison 1987.
- "Flames of Paradise" - Jennifer Rush 1987.
- "The Rumour" - Olivia Newton-John 1988.
- "Through the Storm" - Aretha Franklin 1989.
- "Under the Red Sky" - Bob Dylan 1990.
- "The Blaze of Glory" - Jon Bon Jovi 1990.
- "The Show Must Go On" - Queen 1992. i 1997.
- "Without Walls" - Tammy Wynette 1994.
- "Faust" - Randy Newman 1995.
- "When the Money's Gone" - Bruce Roberts 1995.
- "Deep Inside" - Mary J. Blige 1999.
- "Beneath the Velvet Sun" - Shawn Mullins 2000.
- "Gettin' in Over My Head" - Brian Wilson 2004.
- "Alcyon Days" - Bruce Hornsby 2004.
- "Dream #29" - Cindy Bullens 2005.
- "Classic Moments" - Patti LaBelle 2005.
- "Thanks for the Memory" - Rod Stewart 2005.
- "B.B. King & Friends: 80"  - B.B. King 2005.
- "Duets: An American Classic" - Tony Bennett 2006.
- "Ta-Dah" - Scissor Sisters 2006 (piano u singlu "I Don't Feel Like Dancin'", #1 UK)
- "Fundamental"  - Pet Shop Boys 2006.
- "Timbaland Presents Shock Value" - Timbaland 2007.
- "Hope & Glory" - Ann Wilson 2007.